# Jajva (città)
Jajva' (in lingua russa Яйва) è un centro abitato del Territorio di Perm', situato nel Aleksandrovskij rajon. La popolazione era di 10.325 abitanti al 2010. Ci sono 67 strade.